# Norbert Nederlof
Norbert Nederlof is een Nederlandse hockeytrainer en musicus.

## Biografie
Norbert Nederlof studeerde enkele jaren rechten, maar rondde uiteindelijk een studie tot docent klassiek gitaar af aan het Amsterdams Conservatorium. Tijdens deze studie behaalde hij de diploma's hockeytrainer A en B.
Als lid van het Nederlands Gitaarkwartet trad hij op in verschillende televisieprogramma's (onder andere Jonge mensen op het Concertpodium 1982 en In de hoofdrol van Mies Bouwman). Omdat het risico op blessures aan de hand bij hockey te groot was, besloot Nederlof zich op zijn muziekcarrière te richten. Hij stopte als actief hockeyer van hockeyclub Randwijck (nu MHC Amstelveen). Wel startte hij met het behalen van een trainersdiploma, zodat hij toch actief kon blijven binnen het hockey.
Hij begon als trainer van de dames en de heren van HV MYRA in Amstelveen. Daarna kwam succes met Hurley dames 1 waarmee Nederlof in twee jaar van de tweede naar de overgangsklasse promoveerde. Het volgende team was Bloemendaal dames 1, waarmee Nederlof in 1988 promoveerde naar de Hoofdklasse en zich drie jaar wist te handhaven.
In 1991 werd Nederlof de opvolger van Ties Kruize bij de heren van Klein Zwitserland. Hij zou hier drie jaar coach blijven. In 1994 werd zijn contract niet verlengd toen de selectie zijn vertrouwen in Nederlof opzegde vanwege tegenvallende resultaten in de hoofdklasse. In de tussentijd was hij ook aangesteld als bondscoach van Jongens Nederlands A en de heren van Jong Oranje (1992 - 1997). Met Jongens A werd hij in 1994 in Edinburgh Europees kampioen en met Jong Oranje herhaalde hij dat in 1995 in Velje in Denemarken.
In 1994 werd Nederlof benoemd tot FIH-coach.
In 1998 stapte Nederlof over naar SCHC (Overgangsklasse) als assistent van Wouter van der Meer. Twee jaar later werd hij zelf hoofdcoach en promoveerde met SCHC naar de Hoofdklasse.
In 2018 werd Nederlof bondscoach voor het mannenhockeyteam van Kroatië.